# 丙型肝炎病毒非结构蛋白3

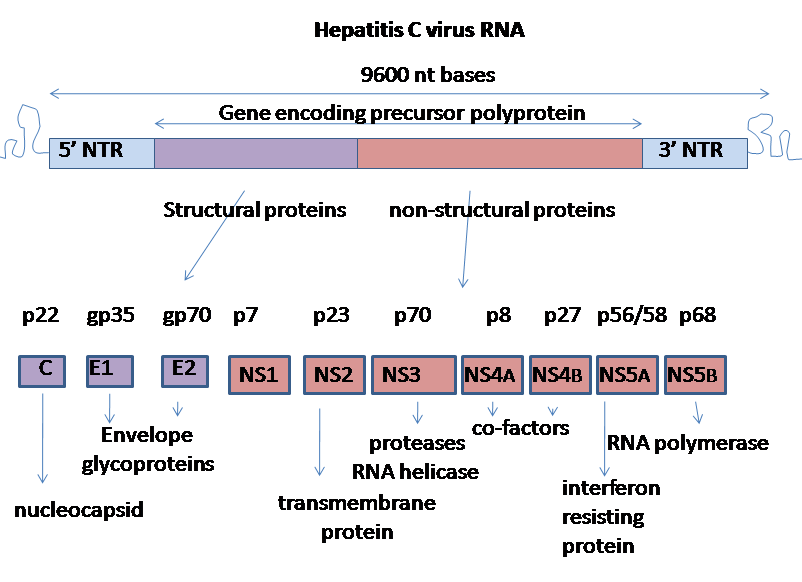
丙型肝炎病毒基因组

非结构蛋白3（英語：Nonstructural protein 3，简称NS3），也称为p-70，是一种病毒非结构蛋白，是丙型肝炎病毒多蛋白的70 kDa裂解产物。它充当丝氨酸蛋白酶。该蛋白的C端三分之二也充当解旋酶和核苷三磷酸酶。NS3的前（N端）180个氨基酸具有作为NS2蛋白的辅助因子结构域的额外作用。